# Klasztor w Weltenburgu
Klasztor w Weltenburgu – barokowy klasztor katolicki, znajdujący się w Weltenburgu. 
Klasztor został założony w 617 roku przez mnichów Agilusa i świętego Eustazjusza. Kompleks jest jednym z najstarszych klasztorów na świecie. Jego browar uchodzi za najstarszy nadal działający browar na świecie. Klasztor znajduje się w przełomie Dunaju przez Jurę Frankońską, w miejscu dawnego kastelu rzymskiego z I wieku naszej ery.

## Źródła
- Lothar Altmann: Benediktinerabtei Weltenburg a.d. Donau. Geschichte und Kunst. (= Große Kunstführer 86). Schnell und Steiner, Regensburg 1997, ISBN 3-7954-1117-3.